# Saint-Pierre-la-Noue
Saint-Pierre-la-Noue es una comuna nueva francesa situada en el departamento de Charente Marítimo, de la región de Nueva Aquitania.

## Historia
Fue creada el 1 de marzo de 2018, en aplicación de una resolución del prefecto de Charente Marítimo de 1 de marzo de 2018 con la unión de las comunas de Péré y Saint-Germain-de-Marencennes, pasando a estar el ayuntamiento en la antigua comuna de Saint-Germain-de-Marencennes.

## Demografía
| Gráfica de evolución demográfica de Saint-Pierre-la-Noue entre 1800 y 2015 |
|                                                                            |

Los datos entre 1800 y 2015 son el resultado de sumar los parciales de las dos comunas que forman la nueva comuna de Saint-Pierre-la-Noue, cuyos datos se han cogido de 1800 a 1999, para las comunas de Péré y Saint-Germain-de-Marencennes de la página francesa EHESS/Cassini. Los demás datos se han cogido de la página del INSEE.

## Composición
| Comuna delegada              | Código INSEE | Población (2014) | Superficie (km²) | Densidad (hab./km²) |
| ---------------------------- | ------------ | ---------------- | ---------------- | ------------------- |
| Pére                         | 17272        | 388              | 8.44             | 46                  |
| Saint-Germain-de-Marencennes | 17340        | 1212             | 16.47            | 74                  |